# Wels
Wels (phát âm tiếng Đức: [vɛls]; Phương ngữ Trung Bayern: Wös) là một thành phố ở Thượng Áo, nằm bên sông Traun gần Linz, là thành phố lớn thứ nhì trong bang. Thành phố không thuộc huyện Wels bao quanh nhưng là huyện lỵ của huyện Wels-Land.

## Địa lý

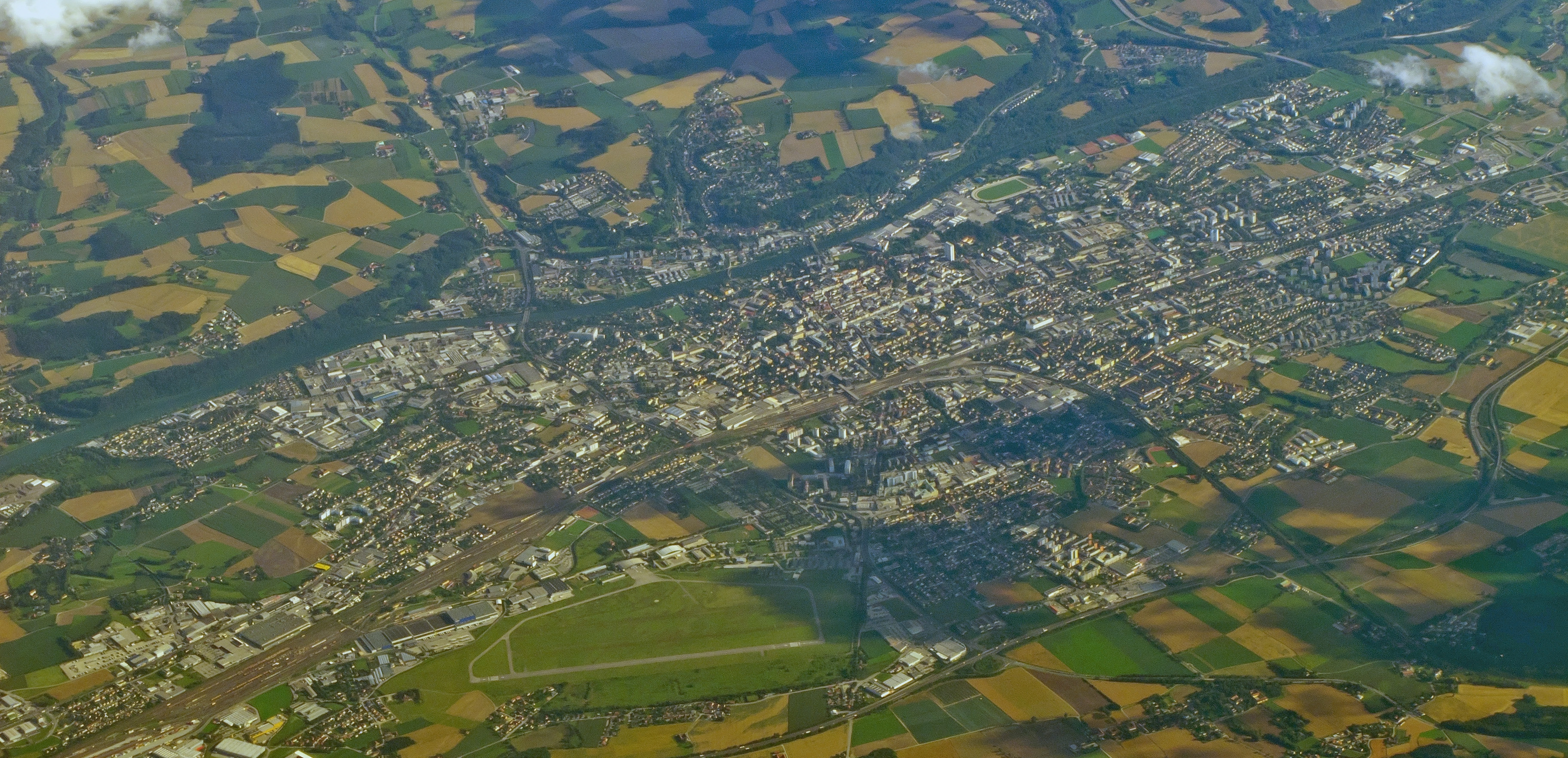
Wels nhìn từ trên không

Wels nằm ở Hausruckviertel ở độ cao 317 m. Từ Bắc vào Nam kéo dài hơn 9,5 km, từ Tây sang Đông trên 9,6 km. 3,4% diện tích là rừng, 23,5% được sử dụng cho nông nghiệp.
Thị trấn bao gồm các quận sau: Aichberg, Au, Berg, Brandln, Dickerldorf, Doppelgraben, Eben, Gaßl, Höllwiesen, Hölzl, Kirchham, Laahen, Lichtenegg, Mitterlaab, Nöham, Niederthan, Oberhaid, Perhart, Obertchlaab, Roithen, Rosenau, Schafwiesen, Stadlhof, Trausenegg, Unterleithen, Waidhausen, Wels, Wimpassing, Wispl.

## Lịch sử

### Tiền sử
Khu vực Wels đã được định cư từ thời kỳ đồ đá mới (giữa năm 3500 và 1700 trước Công nguyên), bằng chứng là các cuộc khảo cổ tìm thấy các công cụ đơn giản, đặc biệt là ở xung quanh bờ sông Traun, nơi ngày nay là trung tâm thành phố.
Một nghĩa trang Thời đại đồ đồng (sau năm 1700 TCN) được tìm thấy trong khu vực sân bay hiện tại và có niên đại vào thời Văn hóa Urnfield (1100–750 TCN). Nó chứa 60 ngôi mộ với các vật dụng như đồ trang sức bằng đồng và thực phẩm.
Những thanh kiếm từ Thời kỳ Halstatt (750-400 TCN) đã được tìm thấy ở khu vực Pernau.
Trong Văn hóa La Tène thời kỳ đồ sắt (lên đến 100 trước Công nguyên), người Celt sinh sống tại khu vực này, để lại tiền vàng, kiếm, đất nung và trâm cài bằng sắt. Cái tên "Traun" có từ thời điểm này và có thể "Wels" cũng có nguồn gốc từ người Celt. Tên "Wels" có thể là tiếng Celt cho "Khu định cư ở khúc quanh của sông Traun".

### Thời La Mã
Wels đã trở nên quan trọng trong thời La Mã vì vị trí trung tâm của nó ở tỉnh Noricum. Vào khoảng năm 120, Wels trở thành thành phố La Mã dưới tên Municipium Ovilava. Khu vực xây dựng được bao bọc bởi sông Traun bằng với diện tích Kaiser-Josef-Platz ngày nay. Có những ngôi nhà bằng gạch, một nhà tắm, một đấu trường và một hệ thống tưới tiêu nước tinh khiết từ trên núi được dẫn từ bên ngoài sông Traun.
Vào khoảng năm 215, dưới thời trị vì của Hoàng đế Caracalla, nó được đổi tên thành Colonia Aurelia Antoniana Ovilabis và được trao quy chế colonia. Vào thời điểm này, thành phố có khoảng 18.000 dân.
Do mối đe dọa sắp xảy ra từ người Alemanni, thành phố được bao quanh bởi một bức tường thành trên một diện tích khoảng 90 ha và một con đường được xây dựng dọc theo sông Danube đến Passau. Có sáu tòa tháp có cổng được tích hợp vào các bức tường, kiểm soát các lối vào từ dọc theo con đường phía tây về phía sông Traun và đến các cánh đồng bên ngoài thành phố.
Là một phần của cuộc cải cách, Hoàng đế Diocletian đã biến Ovilava thành thành phố thủ phủ của tỉnh Noricum Ripensis. Nó được điều hành bởi hai duumviri, những người từng là thẩm phán thành phố, hai aediles, người ủng hộ việc tuân thủ luật pháp và quyền họp chợ, một Quaestor, người quản lý kho bạc thành phố và một hội đồng thành phố gồm 100 thành viên.
Ovilava quản lý một khu vực được bao bọc bởi sông Inn và Danube từ Lauriacum (Enns) ở phía đông cho đến Bad Ischl ở phía tây. Trong khu vực này bao gồm các công sự biên giới, Linz (Lentia) và Passau (Boiodurum), cũng như nhiều khu định cư ở vùng mà ngày nay là vùng Thượng Áo và Salzburg.
Đầu thời kỳ di cư (thế kỷ thứ 3, 4 và 5), khu vực xung quanh Ovilava thường bị xâm lược bởi người Alamanni, người Vandal và các bộ lạc Đức khác cũng như quân đội của Attila. Trong thời của Hoàng đế Gallienus, tỉnh Noricum được mô tả là đã "bị tàn phá". Đến thời Odoacer, vị vua người Đức đầu tiên ở Ý, Noricum được mô tả là "bỏ trống". Từ thế kỷ thứ 4 trở đi, có thể Wels là một ngôi làng nhỏ và tầm thường trong vài thế kỷ.

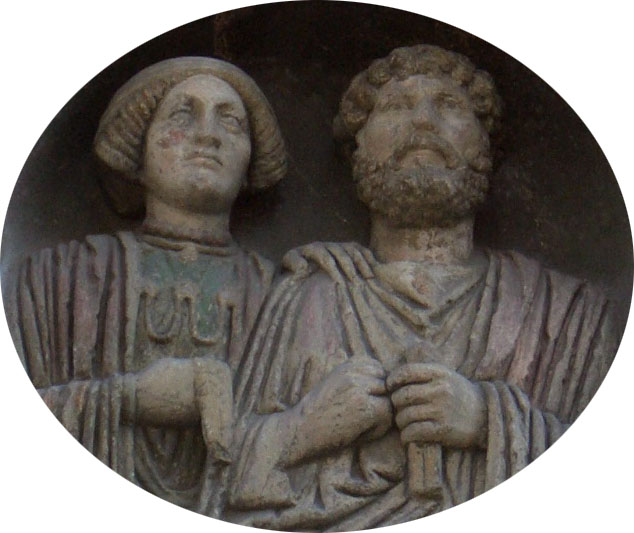
Một huy chương từ một ngôi mộ La Mã được tái sử dụng trong một ngôi nhà ở Wels
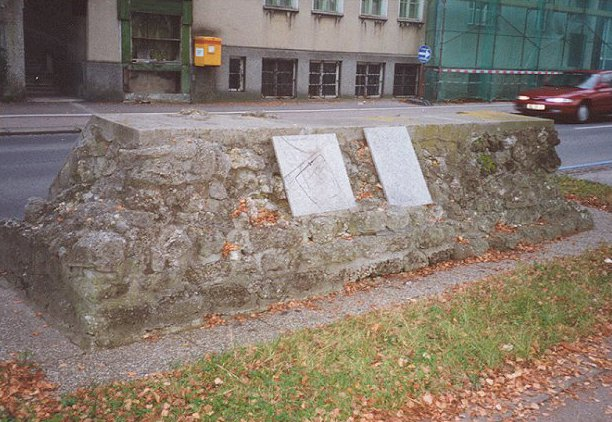
Tàn tích của những bức tường thành La Mã ở Wels, Schubertstrasse
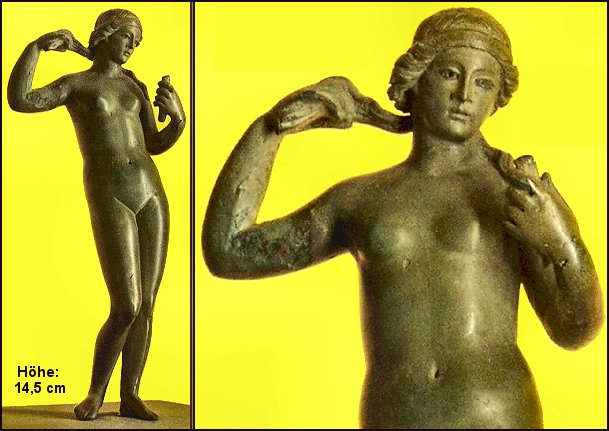
"Vệ nữ Wels"

#### Nền kinh tế của Wels thời La Mã
Nông nghiệp và thương mại khu vực đã hình thành nền tảng cho nền kinh tế của Ovilava. Trong khi nông nghiệp chỉ ở mức tự cung tự cấp, bò và ngựa được sản xuất với số lượng đủ lớn để xuất khẩu. Vựa lúa lâu đời nhất ở Đông Alps đã được phát hiện ở Wels, nơi chứa nhiều loại ngũ cốc như lúa mì, lúa mì lùn, lúa mì emmer, lúa mạch và lúa mạch đen. Ngoài ra còn có một công trình gạch và gốm đáng kể cũng như các mỏ đá xây dựng.
Do nằm trên giao lộ quan trọng của một số con đường La Mã, cả từ đông sang tây và nam, khảo cổ học cho thấy một số lượng lớn các đồ vật được sản xuất ở các khu vực khác của đế chế, chẳng hạn như đồ gốm Terra Sigillata và tượng (chẳng hạn như "Vệ nữ Wels") ở Gaul và Hạ Germania cũng như vỏ hàu và tiền xu từ Ý.

### Trung Cổ
Wels từng là một trung tâm buôn bán nhỏ trong suốt thời Trung cổ. Năm 943, người Hungary bị đánh bại bởi người Bavaria và người Carantania trong Trận Wels. Năm 1222, trong thời kỳ cai trị của gia tộc Babenberg, Wels một lần nữa trở thành thành phố. Một tài liệu có niên đại năm 1328 cung cấp bằng chứng cho vai trò là khu chợ quan trọng của Wels. Được thiên nhiên ưu đãi về kinh tế, cùng với vị trí thuận lợi về nhiều con sông đã giúp nó có được vị trí quan trọng trong khu vực.
Hoàng đế Maximilian I qua đời ở Wels vào ngày 12 tháng 1 năm 1519 sau khi bị người dân từ chối cho vào Innsbruck.

### Thế kỷ 20

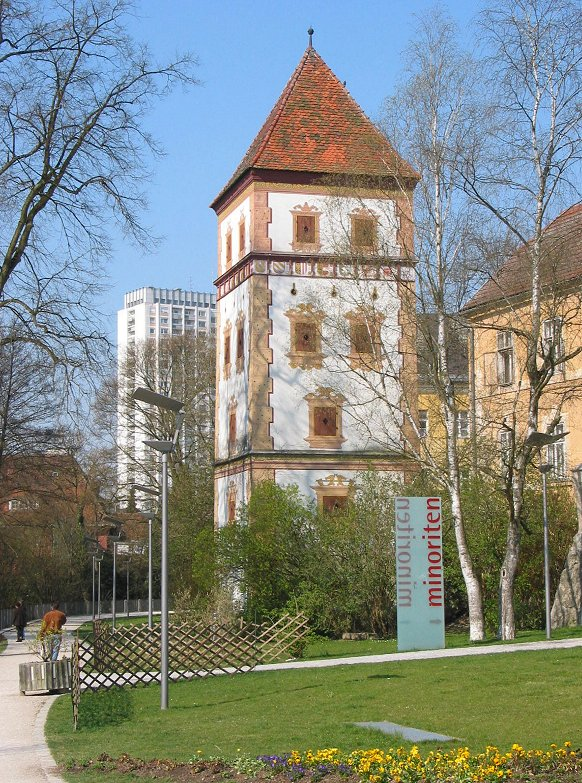
Tháp nước Wels

Trong Chiến tranh thế giới thứ hai, một phân khu trại tập trung Mauthausen được đặt tại đây.
Vào ngày 18 tháng 1 năm 1964, Wels trở thành Statutarstadt (thành phố pháp định) của Áo.

## Dân số

### Nhân khẩu học
Tỷ lệ người nước ngoài là khoảng 21,6% (theo Statistik Áo). Khoảng 28% dân số không sinh ra ở Áo (Số liệu thống kê Áo năm 2015). Các quốc gia có nhiều người ở Wels nhất là - theo thứ tự giảm dần là: Bosna-Hercegovina, Thổ Nhĩ Kỳ, Croatia và Cộng hòa Liên bang Nam Tư cũ ("Serbia-Montenegro").

### Tôn giáo
Tôn giáo lớn nhất là Công giáo La Mã, chiếm 63% dân số. Nhóm cư dân phi tôn giáo lớn thứ hai, chiếm 14%. Khoảng 10% theo đạo Hồi và 7% theo đạo Tin lành. Phần còn lại là Chính thống giáo và các cộng đồng tôn giáo khác.

## Chính trị

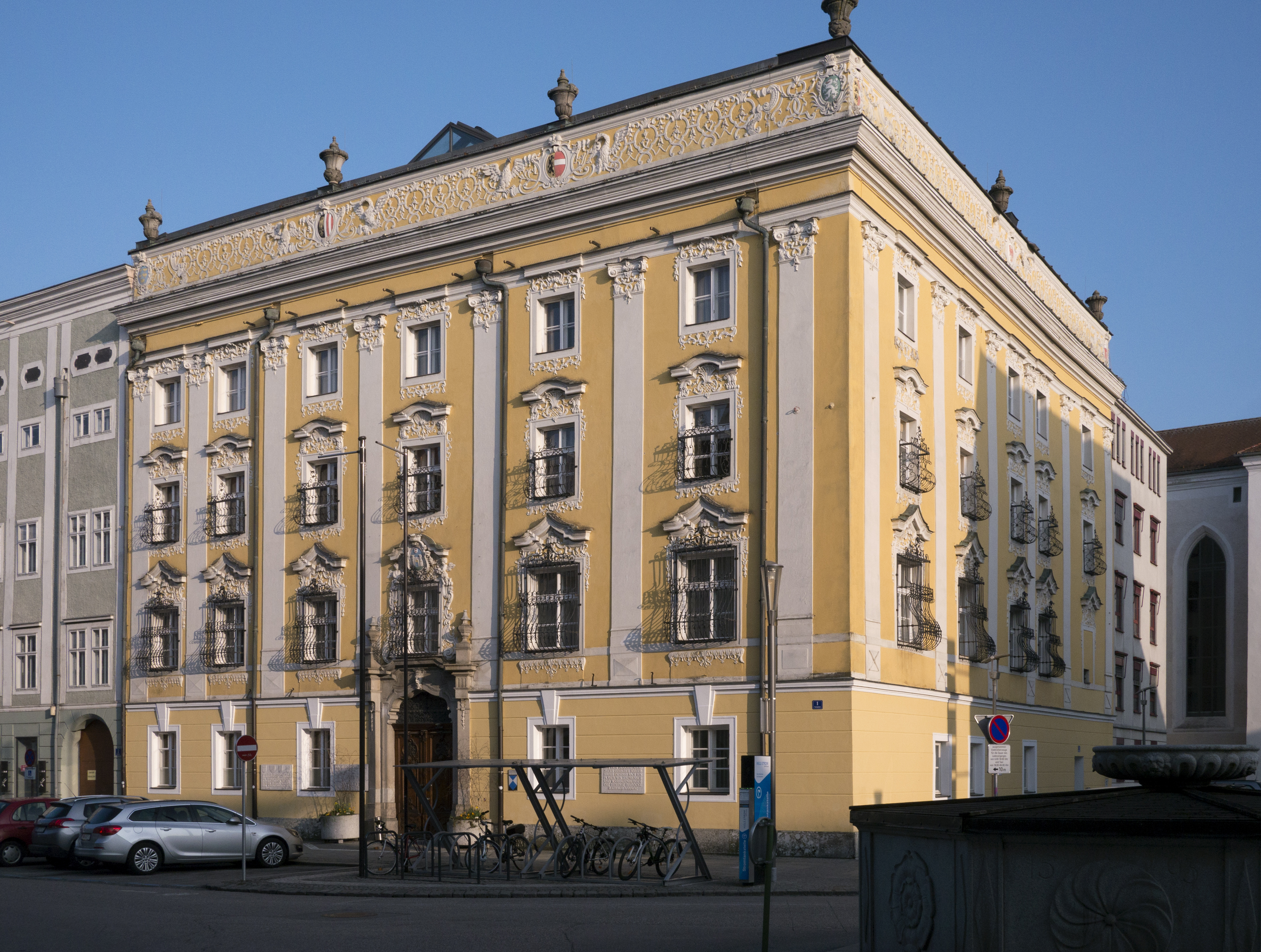
Tòa thị chính là trụ sở của thị trưởng thành phố Wels, phía trước là đài phun nước thành phố

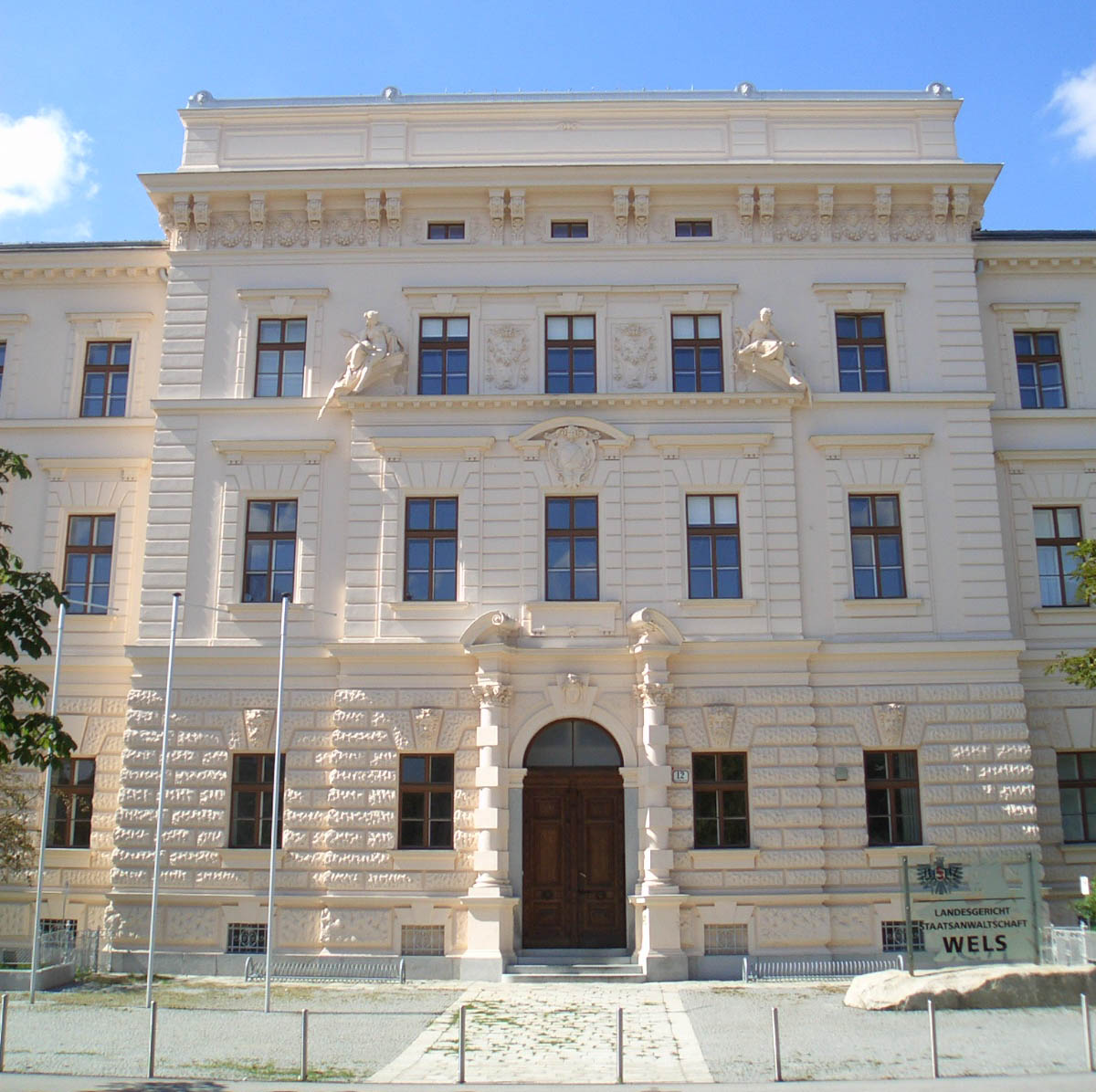
Tòa nhà tiểu bang

Thành phố được quản lý bởi nghị viện thành phố (chính quyền thành phố) và hội đồng thành phố. Hội đồng thành phố bao gồm 36 thành viên. Sau cuộc bầu cử hội đồng thành phố vào năm 2015, FPÖ có 16 ghế, SPÖ 10 ghế, ÖVP 6 ghế, Đảng Xanh có ba ghế và NEOS một ghế.
Với cuộc bầu cử hai vòng vào ngày 11 tháng 10 năm 2015 diễn ra tại 44 thành phố tự trị của Thượng Áo cùng lúc, Andreas Rabl, ứng cử viên FPÖ, đã được bầu làm thị trưởng với 62,97%, chiến thắng Hermann Wimmer (SPÖ). Đây là lần đầu tiên một đảng viên FPÖ được bổ nhiệm chức thị trưởng của một thành phố pháp định ở Thượng Áo.
Wels là trụ sở của một tòa án quận và một tòa án vùng. Tòa án vùng có thẩm quyền cao hơn nằm ở Linz. Năm 1996, tòa án quận được xây dựng lại đối diện với trụ sở của tòa án vùng. Hai tòa án hiện được nối với nhau bằng một lối đi ngầm. Năm 2005, Wels khai trương tòa án khu vực ngày nay sau hai năm cải tạo lại Tòa án quận cũ thời đế quốc Áo-Hung.

### Chính phủ điện tử
Trên nền tảng wels.at, các thủ tục hành chính có thể được thực hiện dễ dàng tại nhà với sự hỗ trợ của các thủ tục trực tuyến. Công dân có thể liên lạc suốt 24 giờ thông qua ưu đãi Chính phủ điện tử của thành phố và không phải tuân thủ thời gian mở cửa của các cơ quan. Ngoài ra, họ không cần biết bất kỳ trách nhiệm hoặc bộ phận nào vì chính phủ điện tử tự động gửi yêu cầu tương ứng đến đúng địa chỉ. Giải pháp biểu mẫu AFORMSOLUTION được sử dụng đến từ công ty aforms2web.

## Kinh tế

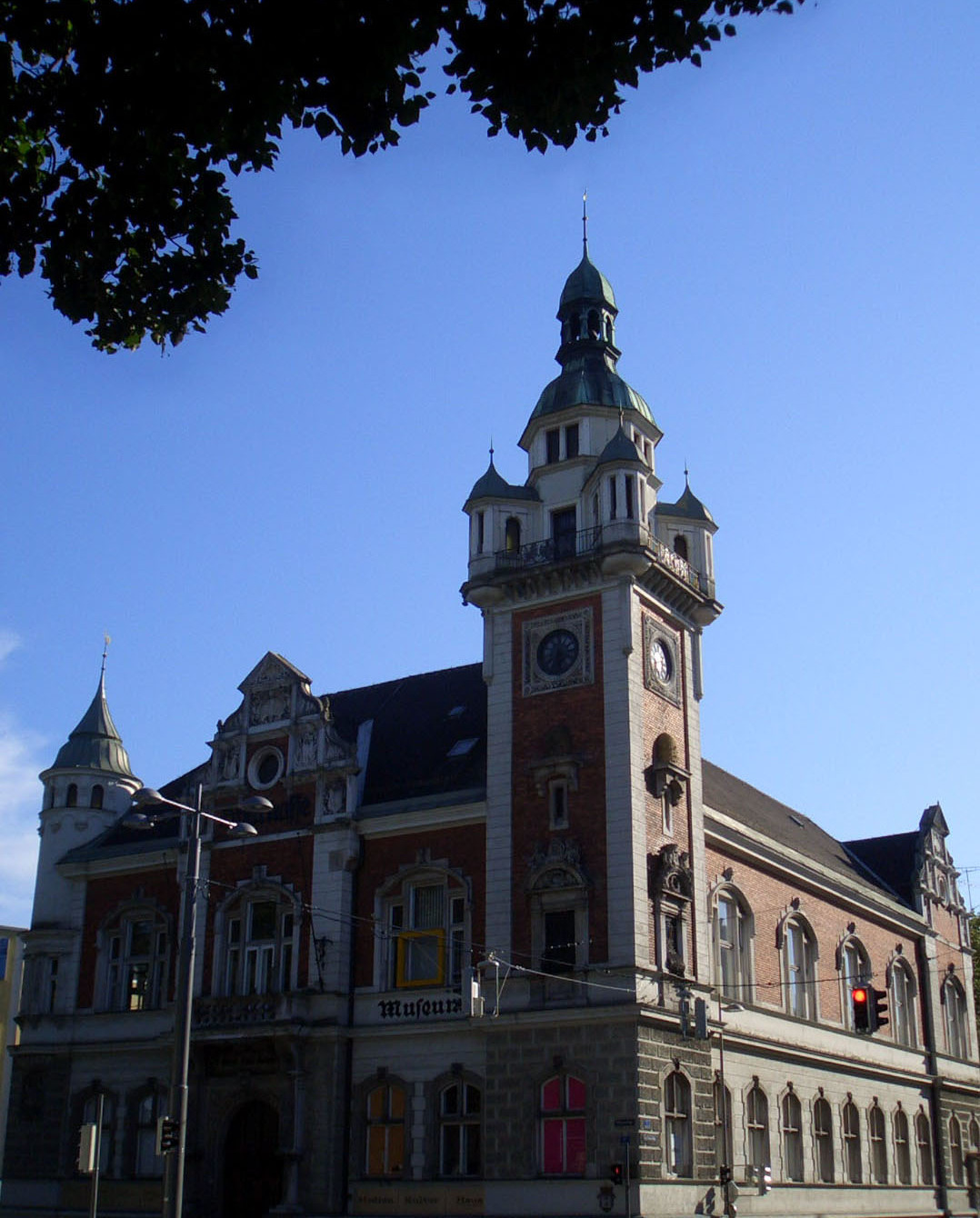
Alte Sparkasse

Wels có khoảng 40.000 nhân viên tại hơn 4.000 công ty, với 22.600 người đi lại thường xuyên từ các khu vực trong vùng đến Wels và 8.600 người từ Wels đi lại các cộng đồng xung quanh.
Hơn 60% nhân viên làm việc trong lĩnh vực dịch vụ. Hầu hết các công ty trong lĩnh vực này hoạt động trong lĩnh vực thương mại, phần còn lại trải dài trên các lĩnh vực xã hội, dịch vụ công, tài chính và vận tải. Trụ cột kinh tế thứ hai là công nghiệp chế biến chế tạo. Khu công nghiệp của Wels nằm ở Pernau. Có các công ty trong ngành công nghiệp hóa chất, nhà sản xuất đồ nội thất, cơ khí và các nhà bán buôn khác nhau.
Các công ty bán chạy nhất có trụ sở tại thành phố theo thứ tự giảm dần là XXXLutz, Intersport Áo, Doppler Mineralöle, 3e và Felbermayr.
Các công ty nổi tiếng khác ở Wels gồm có Trodat, một nhà sản xuất máy dập và máy khắc laser; TGW Logistics Group, nhà sản xuất công nghệ băng tải và hệ thống lưu trữ tự động; Rübig, nhà sản xuất hệ thống làm cứng vật liệu và Teufelberger, nhà sản xuất dây thừng làm bằng các vật liệu khác nhau; Reformwerke Wels; Resch & Frisch, một tiệm bánh lớn; Klipp, một chuỗi tiệm làm tóc; Richter Pharma, một công ty dược phẩm và Tiger Coatings, một nhà sản xuất sơn, sơn mài và chuyên về sơn tĩnh điện.
Nông nghiệp đã giảm tầm quan trọng trong vài thập kỷ qua. Ngày nay chỉ có 80 trang trại trong địa giới huyện, canh tác trên 2000 ha đất và chăn nuôi 4000 con gia súc và lợn.

### Hội chợ Wels

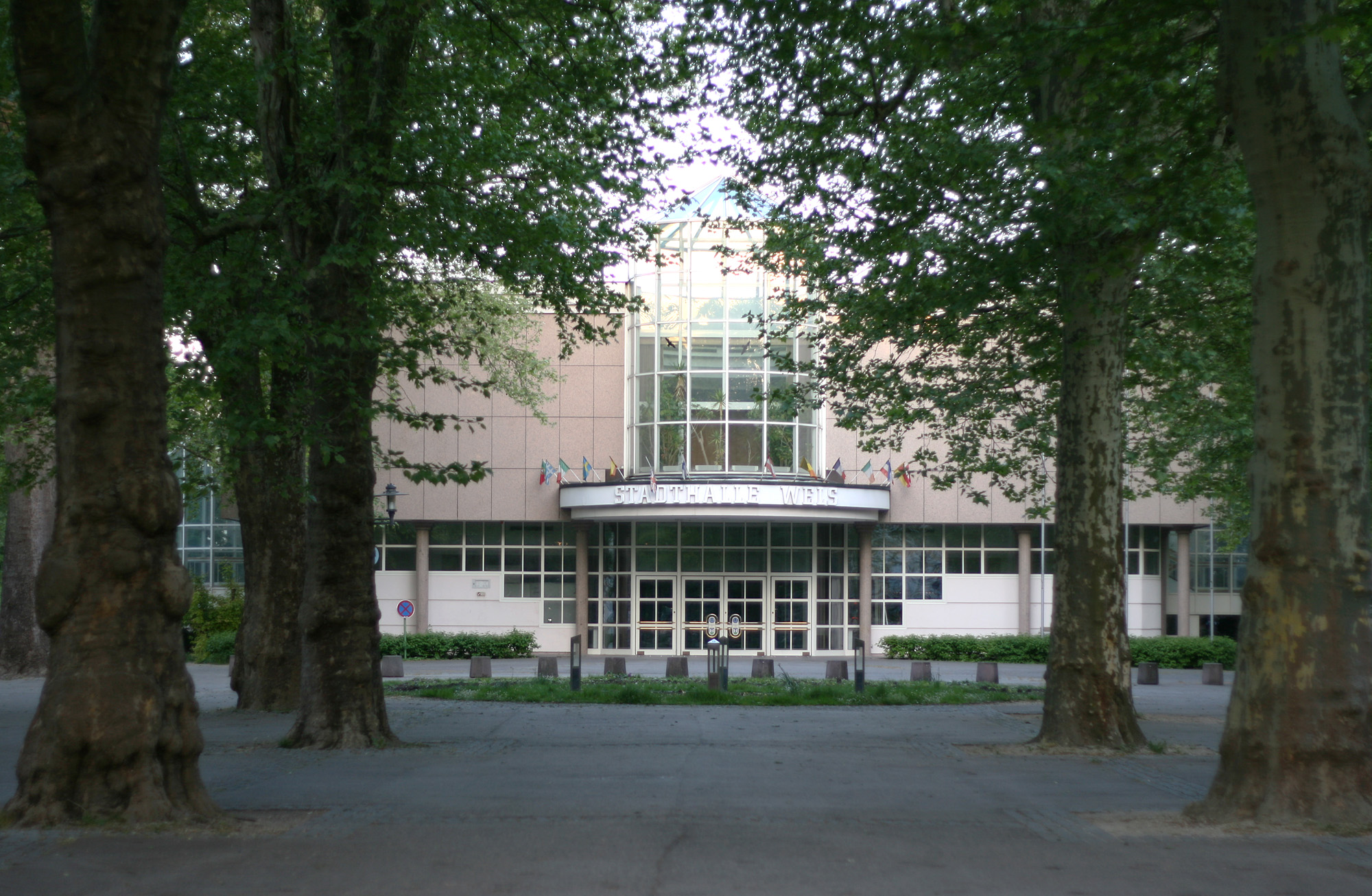
Tòa thị chính, lối vào triển lãm

Hội chợ Wels bắt nguồn từ thế kỷ 14. Khi đó, ngoài phiên chợ tuần diễn ra hai lần trong tuần, còn có hai phiên chợ ngựa và hội chợ. Trọng tâm của những khu chợ này là buôn bán các mặt hàng nông sản. Glanglmarkt (chợ gia súc nhỏ) truyền thống, được tổ chức mỗi năm một lần vào thứ Bảy sau Lễ Nến vẫn được bảo tồn.
Vị trí của chợ xuân vào thế kỷ 19 là trung tâm thành phố và khu đất trống ở Cung điện Polheim. Lễ hội dân gian Volksfest Wels đầu tiên diễn ra vào ngày 6 tháng 9 năm 1878 và hội chợ hàng năm vào mùa thu đã mất đi tầm quan trọng của nó do sự cạnh tranh từ Linz và Ried. Lễ hội dân gian diễn ra trên các phần của khu triển lãm ngày nay, rộng khoảng 29.000 m². 56.000 người đã đến trong ba ngày. Vào thời điểm đó, Hội trường Volksfest đã được dựng lên thay cho tòa thị chính sau này và vườn dân gian được chuẩn bị trong khuôn viên triển lãm.
Năm 1880, lễ hội dân gian tiếp theo diễn ra có đèn điện (hồ quang carbon). "Đèn thử nghiệm" (vào tối trước ngày khai mạc của hội chợ) vẫn còn tồn tại cho đến ngày nay. Các doanh nghiệp thương mại và công nghiệp ở Wels cũng như các nhà triển lãm từ khắp nước Áo đã chào bán hàng hóa nông nghiệp của họ tại đây. Lễ hội đã mang về kỷ lục hơn 86.000 lượt khách. Do chiến tranh thế giới thứ nhất và tình hình kinh tế khó khăn sau đó, lễ hội bị ngừng từ năm 1912 đến năm 1924.
300.000 người đã đến tham dự lễ kỷ niệm 50 năm, trong đó, khu vực triển lãm được mở rộng lên 5 sảnh với 106.000 m² với đủ loai sản phẩm thực phẩm, máy móc cho đến động vật đủ loại. Chiến tranh thế giới thứ hai làm gián đoạn hội chợ thương mại trong mười năm. Bất chấp điều kiện khó khăn, 482.000 người đã trở lại vào năm 1948.
Năm 1952, có 840,000 khách tham quan và tổng số 1,100 gian hàng tại hội chợ. Năm đó cũng là năm mà lễ hội dân gian được đổi tên thành "Hội chợ nông nghiệp Áo - Volksfest Wels". Diện tích của khu vực triển lãm là 322.000 m². Từ năm 1964 đến năm 1978, 13 hội trường mới được xây dựng và hội chợ thương mại được đổi tên thành "Hội chợ Wels quốc tế". Trong những năm này, kỷ lục cao nhất về lượng khách vẫn còn giữ cho đến ngày nay đã được ghi nhận là hơn một triệu lượt khách.
Để mở rộng khu vực ngoài trời, đường đua ngựa đã được chuyển về phía Tây. Cho đến năm 1964, tất cả các hội chợ thương mại chỉ diễn ra vào những năm chẵn xen kẽ với Volksfest Ried vào những năm không đồng đều. Hội chợ mùa xuân đã được tổ chức hàng năm kể từ năm 1965. Trong thời gian còn lại của năm, nhiều hội chợ thương mại diễn ra, chẳng hạn như ÖBA & ÖKONDA, hội chợ thương mại dành cho thợ làm bánh và bánh kẹo, hoặc hội chợ ngựa. Các buổi hòa nhạc, triển lãm và vũ hội được tổ chức tại tòa thị chính. Kể từ năm 1993, Messe Wels đã được thuê ngoài cho cơ quan thẩm phán và do đó là một công ty độc lập. Hội trường lớn cũng được xây dựng vào năm 2006/2007.
Chủ đề về năng lượng mang đến những khía cạnh mới, đặc biệt là năng lượng tái tạo, sẽ được hội nhập chặt chẽ hơn trong nền kinh tế và trong các hội chợ thương mại. Nó đã là một chủ đề trong nhiều năm tại hội chợ tiết kiệm năng lượng (vào tháng 3).
Ngày nay, với 4.000 nhà triển lãm và 461.000 khách tham quan tại 100 sự kiện mỗi năm, Wels đứng thứ ba sau Vienna trong số các địa điểm tổ chức hội chợ thương mại ở Áo.
Cái gọi là Ngày Năng lượng Bền vững Thế giới, một hội nghị thường niên về các chủ đề bền vững, năng lượng tái tạo và hiệu quả năng lượng, cũng đã diễn ra ở Wels trong 20 năm.
Vào ngày 10/11 Vào tháng 2 năm 2018, bộ ba hội chợ thương mại Lễ hội câu cá & Hội chợ bắn cung & Lễ hội xe đạp Áo được tổ chức lần đầu tiên với phần thứ ba nói về xe đạp. [42]

## Cư dân nổi tiếng
- Alois Auer (1813–1869), nhà in ấn

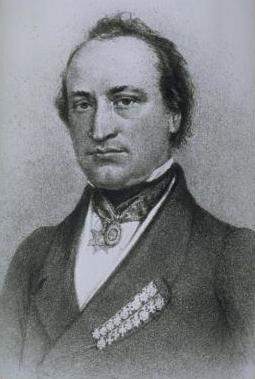
Alois Auer

- Karin Hannak (sinh năm 1940), nghệ sĩ
- Thomas Steiner (sinh năm 1956), đạo diễn phim
- Julius Wagner-Jauregg (1857–1940), bác sĩ đoạt giải Nobel 1927
- Franz Welser-Möst (sinh năm 1960), nhạc trưởng
- Hugo Gerard Ströhl (1851–1919), sứ giả
- Carl Rabl (1853–1917), bác sĩ và nhà giải phẫu học
- Grete Hinterhofer (1899–1985), nghệ sĩ piano và nhà soạn nhạc cổ điển sinh ra ở Wels
- Thomas Christian David (1925–2006), nhà soạn nhạc và biểu diễn
- Werner Kreindl (1927–1992), diễn viên truyền hình
- Manfred Buchroithner (sinh năm 1950), người vẽ bản đồ và nhà địa chất
- Paul Rübig (sinh năm 1953), chính trị gia (ÖVP), thành viên của Nghị viện Châu Âu
- Christoph Ransmayr (sinh năm 1954), nhà văn
- Rudolf Anschober (sinh năm 1960), chính trị gia người Áo
- Stefan Sonvilla-Weiss (sinh năm 1961), nhà khoa học truyền thông, nhà giáo dục nghệ thuật và truyền thông
- Götz Spielmann (sinh năm 1961), đạo diễn phim và biên kịch
- Sabine Derflinger (sinh năm 1963), đạo diễn, nhà văn, nhà sản xuất và nhà tư vấn kịch nghệ
- Norbert Trawöger (sinh năm 1971), nghệ sĩ hát rong và giám đốc nghệ thuật
- Christian Mayrleb (sinh năm 1972), cầu thủ bóng đá, tuyển thủ quốc gia và cầu thủ ghi bàn hàng đầu ở giải đấu hàng đầu ở Áo
- Johannes Wipplinger (sinh năm 1978), vận động viên và vận động viên trượt băng
- Helge Payer (sinh năm 1979), thủ môn bóng đá
- Emin Sulimani (sinh năm 1986), cầu thủ bóng đá
- Robert Žulj (sinh năm 1992), cầu thủ bóng đá
- Kevin Wimmer (sinh năm 1992), cầu thủ bóng đá
- Felix Großschartner (sinh năm 1993), vận động viên đua xe đạp
- Karl Ridderbusch (sinh năm 1932), nhạc bass opera